# Spermateca
La spermateca o ricettacolo seminale è una struttura dell'apparato genitale femminile degli artropodi che consente la ricezione e la conservazione per un certo periodo di tempo dello sperma, che il maschio avrà raccolto in apposite spermatofore, al fine di ottimizzare i pochi incontri sessuali di questi animali. Infatti la femmina conserva lo sperma fino al periodo in cui vuole o può riceverlo per essere fecondata.
In varie specie di ragni, ad esempio, il maschio prepara una piccola tela in cui avvolge lo sperma, per poi depositarlo, dopo aver inviato attenti segnali alla femmina in genere molto più grande, nel suo epigino attraverso i suoi palpi; da qui viene subito conservato dalla femmina nelle spermateche poste in una parte più interna dell'apparato genitale.